# Rivière du Sault au Mouton
Pour les articles homonymes, voir Sault et Rivière du Sault.
La Rivière du Sault au Mouton coule vers le sud, sur la rive nord du fleuve Saint-Laurent, dans le territoire non organisé de Lac-au-Brochet et la municipalité de Longue-Rive, dans la municipalité régionale de comté (MRC) de La Haute-Côte-Nord dans la région administrative de la Côte-Nord, au Québec, au Canada. Elle se jette dans l'estuaire du Saint-Laurent à Longue-Rive.
La partie inférieure du bassin versant de la rivière du Sault au Mouton est desservie par la route 138 qui la traverse près de son embouchure. À partir du village de Sault-au-Mouton, cette vallée est desservie par un chemin forestière qui remonte jusqu'au lac Vaillancourt, en passant à l'est du lac Kergus et à l'est du lac des Trente Milles. À partir de ce dernier lac, une route forestière secondaire remonte la vallée pour desservir l'est du lac de la Petite Montagne,.
La foresterie constitue la principale activité économique de cette zone ; les activités récréotouristiques, en second.
La surface de la rivière du Sault au Mouton est habituellement gelée de la fin novembre au début avril, toutefois la circulation sécuritaire sur la glace se fait généralement de la mi-décembre à la fin mars.

## Géographie

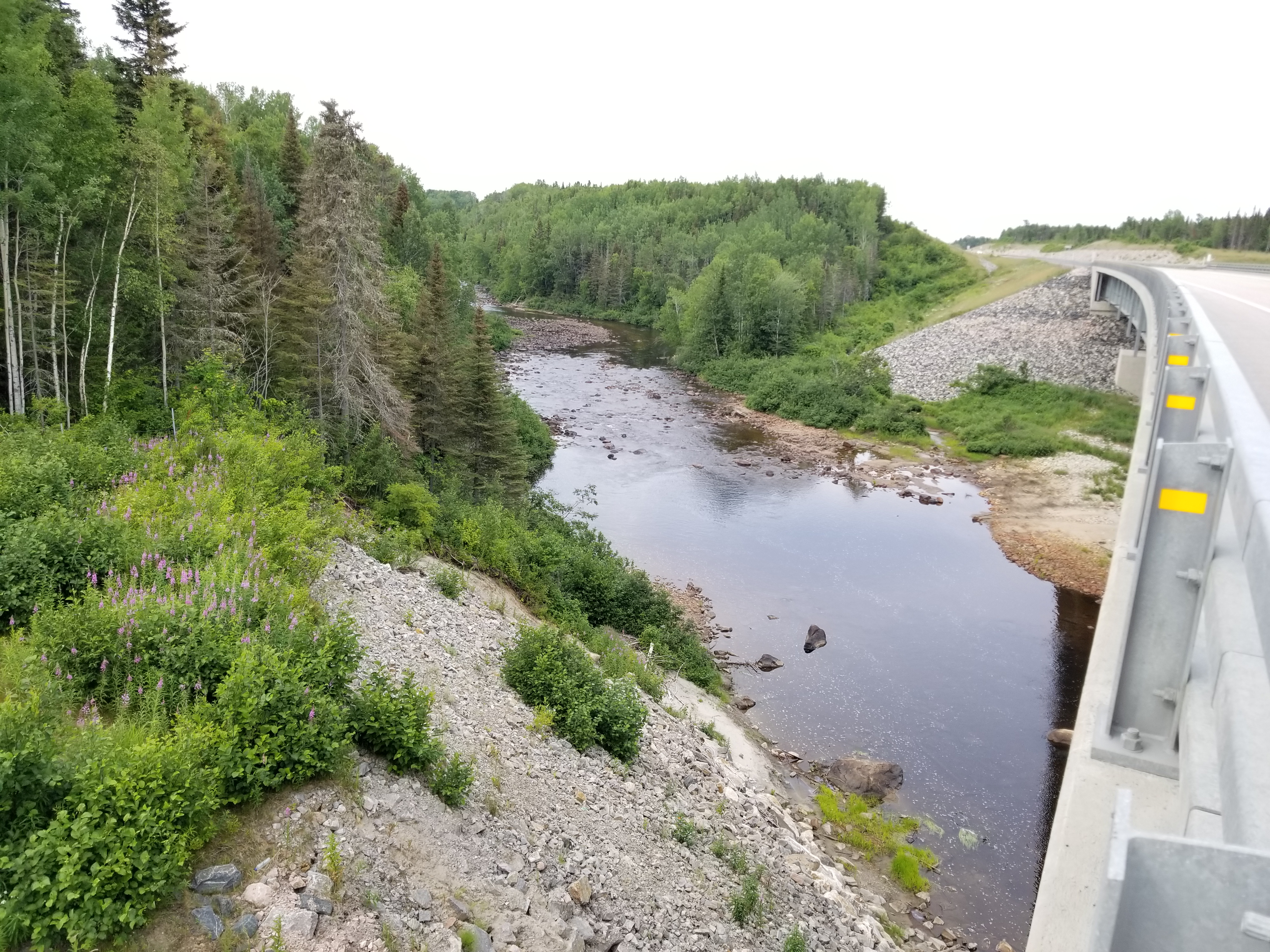
Vue vers l'amont de la rivière du Sault au Mouton (QC), à partir du pont de la route 138.

Les principaux bassins versants voisins de la rivière du Sault au Mouton sont :
- Côté nord : rivière Éperlan, rivière à la Truite (La Haute-Côte-Nord), rivière des Cèdres (rivière Portneuf), le Gros Ruisseau, rivière aux Castors (rivière du Sault au Mouton), rivière Roussel, rivière Portneuf (Côte-Nord) ;
- Côté est : fleuve Saint-Laurent
- Côté sud : ruisseau Rouge, ruisseau à la Truite, La Petite Romaine, rivière des Petits Escoumins, rivière des Escoumins[2]

La rivière du Sault au Mouton prend sa source à l’embouchure du lac de la Grand-Mère (longueur : 0,6 km ; altitude : 494 m) en zone forestière, dans le territoire non organisé du Lac-au-Brochet.
À partir de l’embouchure du lac de la Grand-Mère, le cours de la rivière du Sault au Mouton coule surtout en zone forestière sur 60,2 km selon les segments suivants :
Cours supérieur de la rivière du Sault au Mouton (segment de 30,7 km)
- 2,4 km vers le sud-est notamment en traversant un lac non identifié (longueur : 1,4 km ; altitude : 427 m) ;
- 6,9 km vers le sud en recueillant la décharge (venant de l'Est) du lac Michel et la décharge (venant de l'ouest) du lac Marcel, jusqu'à la rive nord du lac de la Petite Montagne ;
- 4,6 km vers le sud, en traversant le lac de la Petite Montagne (altitude : 412 m) sur sa pleine longueur ;
- 4,1 km vers l'est, notamment en traversant le lac des Trente Milles (longueur : 2,3 km ; altitude : 401 m), jusqu'à son embouchure ;
- 5,9 km vers l'est en coupant une route forestière en fin de segment, jusqu'à la décharge des lacs Edgar et Ten ;
- 6,8 km vers l'est jusqu'à un coude de rivière, correspondant à la confluence de la rivière Roussel (venant du nord) ;

Cours inférieur de la rivière du Sault au Mouton (segment de 29,5 km)
- 5,2 km vers le sud-est notamment en traversant le lac des Piliers (longueur : 2,5 km ; altitude : 229 m) ;
- 5,5 km vers l'est jusqu'à un coude de la rivière ;
- 4,0 km vers le nord-est dans Longue-Rive en traversant le lac Thibault (longueur : 0,4 km ; altitude : 183 m) jusqu’à son embouchure laquelle correspond à la limite nord-Ouest de l'ex-municipalité de Saint-Paul-du-Nord ;
- 6,2 km vers l'est dans la municipalité de Longue-Rive en serpentant entre des montagnes, en recueillant le ruisseau à la Truite (venant du sud), le ruisseau à Black (venant du nord) et la rivière aux Castors (rivière du Sault au Mouton) (venant du nord), jusqu'à un coude de rivière, correspondant à la décharge d'un ruisseau (venant du nord-ouest) ;
- 4,6 km vers le sud-est en passant sous les lignes à haute tension d'Hydro-Québec, jusqu’à un coude de rivière ;
- 3,6 km vers le sud plus ou moins en parallèle à la rive de l'estuaire du Saint-Laurent en formant deux boucles vers l'est, jusqu'à un coude de rivière ;
- 0,4 km vers l'est en coupant la route 138, jusqu’à son embouchure[2].

La rivière du Sault au Mouton se déverse sur un grès (à marée basse) d'une longueur jusqu'à 2,5 km sur la rive ouest du fleuve Saint-Laurent dans le secteur de Sault-au-Mouton de la municipalité de Longue-Rive dans la baie de Mille-Vaches qui fait partie des « Hauts-Fonds de Mille-Vaches ». Cette embouchure est localisée à :
- 40,9 km à l'est de la source de la rivière, soit l'embouchure du lac de la Grand-Mère ;
- 12,7 km au nord de l’embouchure de la rivière des Petits Escoumins ;
- km au sud du centre du hameau Sault-au-Mouton ;
- 24,1 km au nord du pont de l’embouchure de la rivière des Escoumins, au village des Escoumins ;
- 56,5 km au nord-est du centre du village de Tadoussac ;
- 25,4 km au sud du centre-ville de Forestville[2].

## Toponymie
Le toponyme Rivière du Sault au Mouton a été officialisé le 5 décembre 1968 à la Banque des noms de lieux de la Commission de toponymie du Québec.

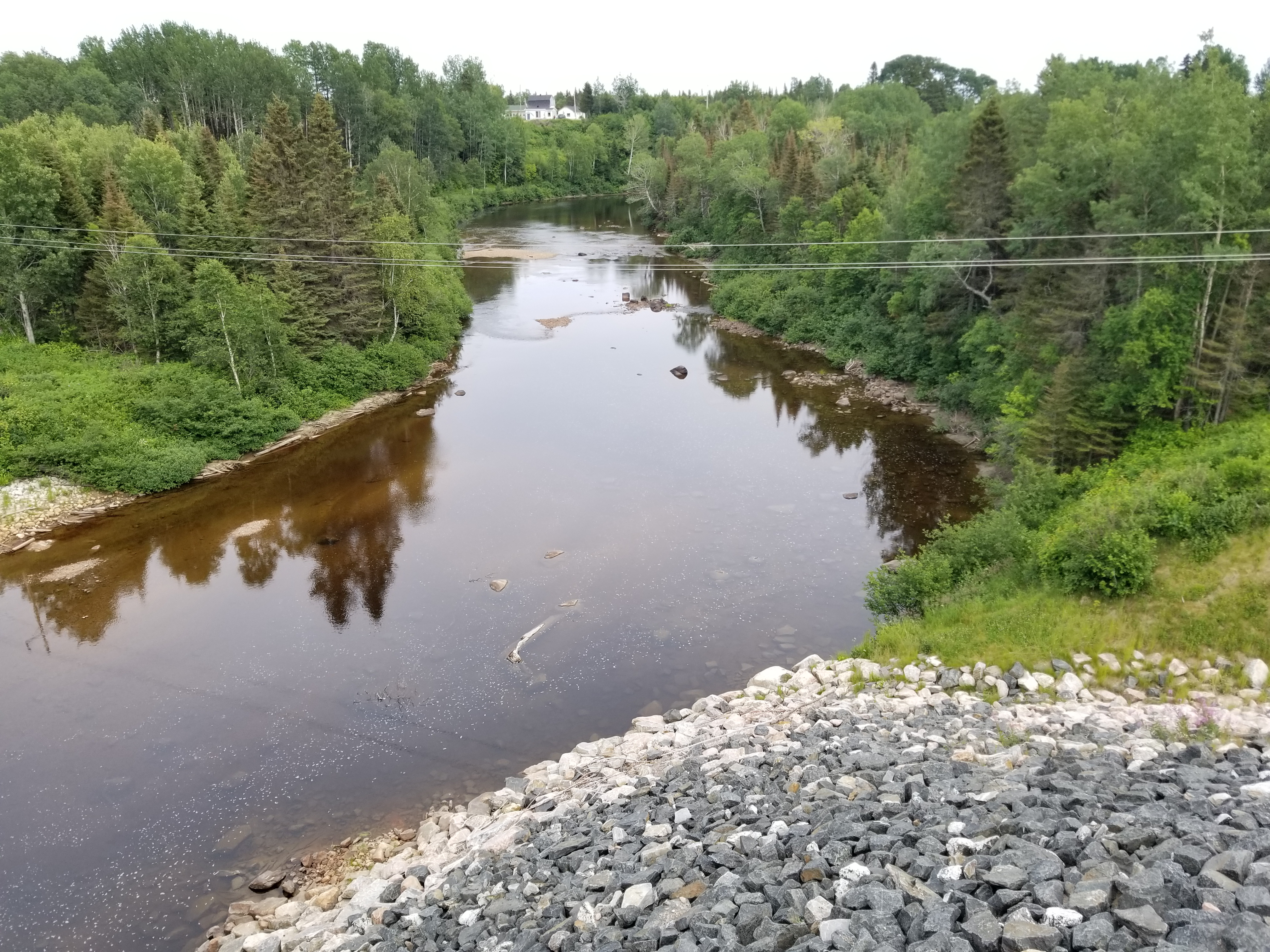
Vue vers l'aval de la rivière du Sault au Mouton, à partir du pont de la route 138.